# Alexandr Voloshin
Alexandr Voloshin es un deportista soviético que compitió en remo. Ganó dos medallas en el Campeonato Mundial de Remo, oro en 1985 y plata en 1986.

## Palmarés internacional
| Campeonato Mundial | Campeonato Mundial       | Campeonato Mundial | Campeonato Mundial |
| Año                | Lugar                    | Medalla            | Prueba             |
| ------------------ | ------------------------ | ------------------ | ------------------ |
| 1985               | Malinas (Bélgica)        | Medalla de oro     | Ocho con timonel   |
| 1986               | Nottingham (Reino Unido) | Medalla de plata   | Ocho con timonel   |